# Licneremaeus cristatus
Licneremaeus cristatus är en kvalsterart som beskrevs av Sandór Mahunka 1984. Licneremaeus cristatus ingår i släktet Licneremaeus och familjen Licneremaeidae. Inga underarter finns listade i Catalogue of Life.